# Pendé
Pendé je francouzská obec v departementu Somme v regionu Hauts-de-France. V roce 2012 zde žilo 1 118 obyvatel.

## Sousední obce
Arrest, Estrébœuf, Lanchères, Nibas, Saint-Blimont, Saint-Valery-sur-Somme

## Vývoj počtu obyvatel
Počet obyvatel